# Disco de Sabu

Disco de Sabu reconstruído

O disco de Sabu é um objeto do Antigo Egito (Primeira Dinastia, cerca de 3000-2800 a. C.) que foi encontrado em 1936, na Mastaba S3111 no Norte da necrópole de Sacará. O nome resulta do túmulo egípcio Sabu, onde o objeto foi encontrado. A função e a importância deste objeto cuidadosamente trabalhado em xisto é ainda muito pouco clara.

## Descrição
O artefato feito de ardósia ou xisto tem a forma de uma tigela rasa, com um diâmetro de 61 centímetros e uma altura máxima de 10,6 centímetros. No meio, tem um furo com um diâmetro de cerca de 8 centímetros. A partir da borda externa são levantadas três "asas" radialmente simétricas para dentro, para o furo Central, dobradas. Visto do plano de superior assemelha-se a um volante com três raios.
Foi encontrado no túmulo Sabu, em 19 de janeiro de 1936, pelo arqueólogo britânico Walter Bryan Esmeril. Era um túmulo mastaba, consistindo de um total de sete câmaras. Na "sala E", na câmara funerária central, foi encontrado o "disco" junto ao esqueleto Sabu, que foi originalmente enterrado em caixão de madeira. O objeto estava quebrado em vários fragmentos e foi mais tarde restaurado. Actualmente, tem o número de inventário JE 71295 em uma vitrine, na sala 43 do Museu Egípcio, no Cairo.

## Literatura
- George R. Hughes: The Oriental Institute Archeological Report on the Near East. First Quarter, 1937: Egypt and Nubia. In: The American Journal of Semitic Languages and Literatures. Band 53, Nummer 4, 1937, S. 257–262, hier S. 259 f. (vorläufiger Ausgrabungsbericht).
- Walter B. Emery: Great Tombs of the First Dynasty (Excavations at Saqqara). Band 1, Cairo Government Press, Kairo 1949, S. 101 und Taf. 40 (abschließender Ausgrabungsbericht).
- Ali El-Khouli: Egyptian Stone Vessels: Predynastic Period to Dynasty III. 3 Bände, Philipp von Zabern, Mainz 1978, ISBN 3-8053-0318-1: Band 2, S. 730, Nr. 5586 (sehr knapper Katalogeintrag); Band 3, Tafel 135 (Zeichnung); Band 3, Tafel 158 (Fotografie).